# Svaz sociálních demokratů

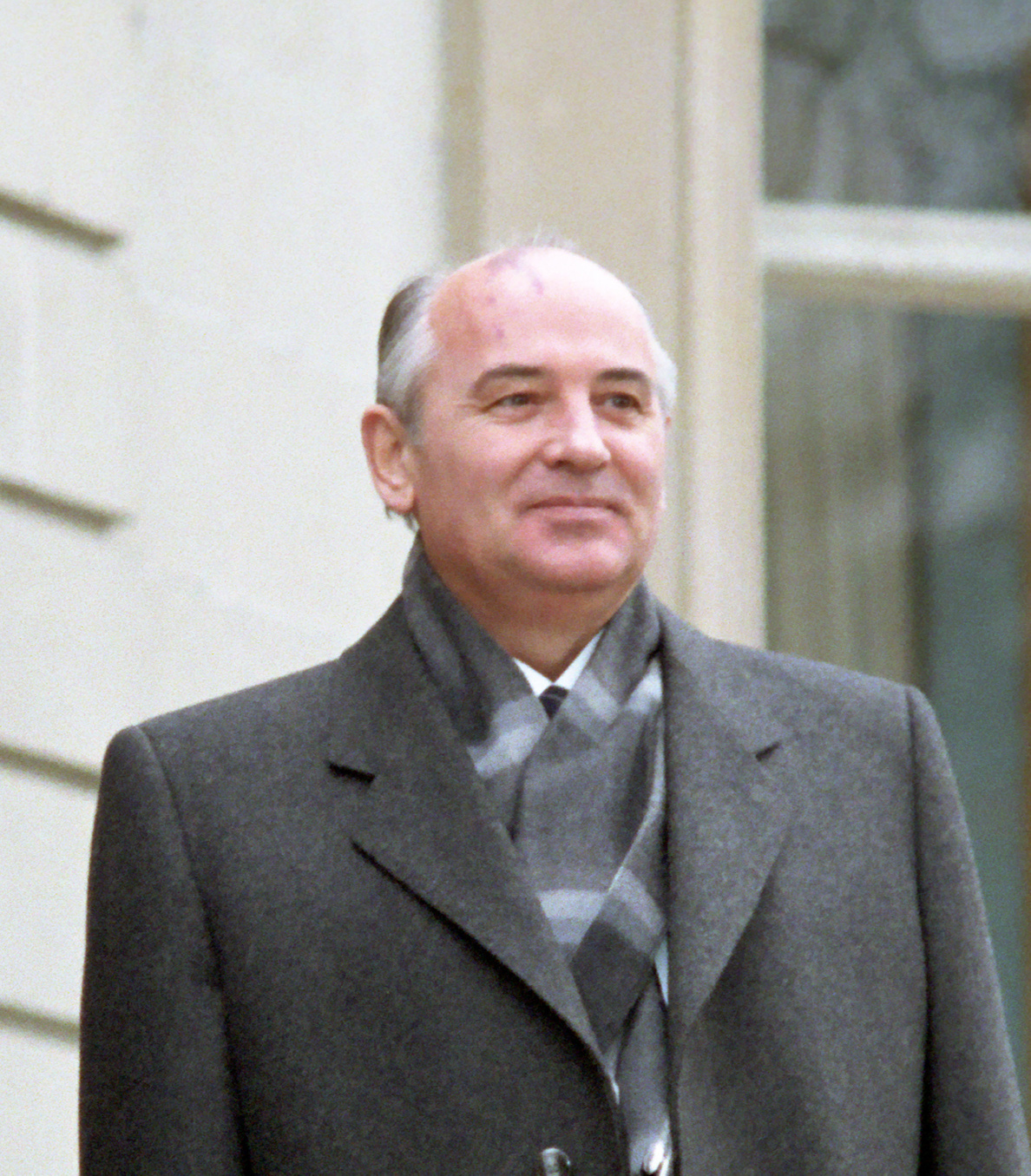
Lídr strany Gorbačov

Svaz sociálních demokratů (rusky Союз социал-демократов) je ruská politická strana vzniklá 20. října 2007. Jedná se o druhý pokus Michaila Gorbačova o ustanovení autentické sociálně demokratické strany v Rusku. V roce 2002 založil Ruskou sjednocenou sociálnědemokratickou stranu (později Sociálně demokratická strana Ruska), která však byla ústavním soudem rozpuštěna. SSD požaduje rozvoj demokratických a ekonomických reforem bez porušování sociální spravedlnosti a principů sociálního státu. Parlamentních voleb v prosinci 2007 se strana nezúčastní, vytyčila si cíl stát se masovou stranou do roku 2011.